# Koompassia grandiflora
Koompassia grandiflora é uma espécie vegetal da família Fabaceae.
Pode ser encontrada nos seguintes países: Indonésia e Papua-Nova Guiné.
Está ameaçada por perda de habitat.